# Camnago (Lentate sul Seveso)
Camnago (Camnagh in dialetto brianzolo, AFI: [kamˈnaːk]) è una frazione, di circa 3 000 abitanti, del comune italiano di Lentate sul Seveso posta a sud del centro abitato, lungo la valle del Seveso. Costituì un comune autonomo fino al 1757.

## Geografia
La frazione sorge nella parte più alta pianura padana, ad un'altezza compresa tra circa 220 metri e circa 240 metri s.l.m.. È attraversata da nord a sud dal fiume Seveso, attorno alle cui rive si è sviluppata Camnago.
Confina a nord con Lentate, capoluogo del comune di cui Camnago fa parte, a ovest con Birago, anch'essa frazione dello stesso comune, a sud con Barlassina e a est con Meda. È situato a 23 chilometri, in linea d'aria, a nord della Piazza del Duomo di Milano.

## Storia
Camnago fu un antico comune del Milanese registrato agli atti del 1751 come un villaggio con istituzioni proprie. Nonostante la località fosse sede di una propria parrocchia, l'editto di riforma dell'amministrazione milanese emanato nel 1757 dall'imperatrice Maria Teresa l'annesse a Lentate, in uno dei pochi casi di soppressione di comuni ecclesiasticamente autonomi nell'operato della sovrana austriaca.

## Cultura
I suoi abitanti sono chiamati camnaghesi. I santi patroni sono i santi Quirico e Giulitta. La festa del paese si festeggia la terza domenica di luglio. Il paese è sede del Corpo Musicale Giuseppe Verdi: nato nel 1927 rappresenta il gruppo bandistico di punta per tutto il territorio comunale di Lentate sul Seveso.

## Infrastrutture e trasporti
Camnago è lambito a ovest dalla strada provinciale 44 Nuova Comasina ed è attraversato longitudinalmente dalla strada provinciale 152 Camnago - Rovello Porro. La frazione è, inoltre, servita dallo svincolo Lentate sul Seveso sud della superstrada Milano-Meda.
Sul territorio della frazione è presente la stazione di Camnago-Lentate, che si trova alla congiunzione tra la ferrovia Milano-Chiasso e la Seveso-Camnago. La stazione, gestita da Rete Ferroviaria Italiana e Ferrovienord, è servita dai treni suburbani (linee S4 e S11) effettuati da Trenord.
Alcune linee di autobus, gestite da Airpullman, collegano Camnago ai centri abitati limitrofi e al centro di Milano.